# Paul Kutscher
Paul Alexander Kutscher Belgeri (11 de mayo de 1977) es un nadador uruguayo de estilo libre retirado de la actividad competitiva. Participó en los Juegos Olímpicos de Sídney 2000 y Atenas 2004 en representación de Uruguay.

## Biografía
Kutscher nació en Alemania, pero a los tres meses de su nacimiento su familia se trasladó a Uruguay. Estudio la primaria en Salto, hasta que su familia regresó a Alemania cuando él tenía 17 años.  Kutscher entrenaba en Alemania; sin embargo nadaba en representación de Uruguay. Tras su retiro en 2009, es entrenador de los nadadores elite y junior del Club de Natación Meilen en Alemania.